# 39-й гвардейский истребительный авиационный полк ПВО
39-й гвардейский истребительный авиационный полк ПВО (39-й гв. иап ПВО) — воинская часть Военно-воздушных сил (ВВС) Вооружённых Сил РККА, принимавшая участие в боевых действиях Великой Отечественной войны.

## Наименования полка
За весь период своего существования полк несколько раз менял своё наименование:
- 731-й истребительный авиационный полк ПВО;
- 39-й гвардейский истребительный авиационный полк ПВО;
- Полевая почта 53848.

## Создание полка
39-й гвардейский истребительный авиационный полк ПВО образован 31 марта 1943 года путём переименования 731-го истребительного авиационного полка ПВО в гвардейский за образцовое выполнение боевых задач и проявленные при этом мужество и героизм на основании Приказа НКО СССР.

## Расформирование полка
39-й гвардейский истребительный авиационный полк ПВО в связи со значительным сокращением Вооружённых Сил 24 марта 1960 года был переформирован в 500-й гвардейский зенитно-ракетный полк с передачей из 19-й дивизии ПВО в состав 11-й дивизии ПВО (г. Никополь).

## В действующей армии
В составе действующей армии:
- с 31 марта 1943 года по 1 января 1945 года.

## Командиры полка
- гвардии майор Лешко, Дмитрий Константинович — 31.03.1943 — 06.11.1943 (погиб)[3];
- гвардии подполковник Новиков, Иван Иосифович — 11.1943 — 05.1945[3];
- гвардии полковник Терновой, Борис Яковлевич 1946 — 1947[источник не указан 844 дня];
- гвардии подполковник Кухаренко, Николай Григорьевич — 03.1947 — 01.1948[4].

| Curtiss P-40 Киттихаук | Самолёт P-39 Аэрокобра | Самолёт P-39 Аэрокобра |

## В составе соединений и объединений
| Период        | Фронт (округ)            | Район                                           | Корпус ПВО (Дивизия ПВО)                     | примечание               |
| ------------- | ------------------------ | ----------------------------------------------- | -------------------------------------------- | ------------------------ |
| 31.03.1943 г. | Воронежский фронт        | Воронежско-Борисоглебский дивизионный район ПВО | 101-я истребительная авиационная дивизия ПВО | «Аэрокобра», «Киттихаук» |
| 21.05.1943 г. | Московский военный округ | Рыбинско-Ярославский дивизионный район ПВО      | 147-я истребительная авиационная дивизия ПВО | «Аэрокобра», «Киттихаук» |
| 29.06.1943 г. | Западный фронт ПВО       | Рыбинско-Ярославский дивизионный район ПВО      | 147-я истребительная авиационная дивизия ПВО | «Аэрокобра», «Киттихаук» |
| 01.08.1943 г. | Западный фронт ПВО       | Воронежский корпусной район ПВО                 | 9-й истребительный авиационный корпус ПВО    | «Аэрокобра», «Киттихаук» |
| 01.09.1943 г. | Западный фронт ПВО       | Харьковский дивизионный район ПВО               | 310-я истребительная авиационная дивизия ПВО | «Аэрокобра», «Киттихаук» |
| 20.11.1943 г. | Западный фронт ПВО       | Киевский корпусной район ПВО                    | 9-й истребительный авиационный корпус ПВО    | «Аэрокобра», «Киттихаук» |
| 20.04.1944 г. | Южный фронт ПВО          | 7-й корпус ПВО                                  | 9-й истребительный авиационный корпус ПВО    | «Аэрокобра», «Киттихаук» |
| 24.12.1944 г. | Юго-Западный фронт ПВО   | 7-й корпус ПВО                                  | 9-й истребительный авиационный корпус ПВО    | «Аэрокобра», «Киттихаук» |
| 01.04.1945 г. | Юго-Западный фронт ПВО   | 88-я дивизия ПВО                                | 9-й истребительный авиационный корпус ПВО    | «Аэрокобра», «Киттихаук» |
| 01.05.1945 г. | Юго-Западный фронт ПВО   | 7-й корпус ПВО                                  | 9-й истребительный авиационный корпус ПВО    | «Аэрокобра», «Киттихаук» |
| 09.05.1945 г. | Юго-Западный фронт ПВО   | 7-й корпус ПВО                                  | 9-й истребительный авиационный корпус ПВО    | «Аэрокобра», «Киттихаук» |
| 10.06.1945 г. | Западный округ ПВО       | 7-й корпус ПВО                                  | 9-й истребительный авиационный корпус ПВО    | «Аэрокобра», «Киттихаук» |
| 28.02.1946 г. | Западный округ ПВО       | 7-й корпус ПВО                                  | 120-й истребительная авиационная дивизия ПВО | «Аэрокобра», «Киттихаук» |
| 24.03.1960 г. | Западный округ ПВО       | 7-й корпус ПВО                                  | 120-й истребительная авиационная дивизия ПВО | МиГ-17, расформирован    |

## Участие в операциях и битвах
- ПВО Воронежа
- ПВО Воронежского фронта
- ПВО Московского военного округа
- ПВО в границах Воронежского корпусного района ПВО
- ПВО в границах Киевского корпусного района ПВО
- ПВО в полосе Воронежского фронта
- ПВО в полосе Степного фронта
- ПВО в полосе 2-го Украинского фронта
- ПВО в полосе 1-го Украинского фронта
- ПВО в полосе 1-го Белорусского фронта

Полк принимал участие в операциях и битвах:
- Битва за Днепр — с 20 ноября 1943 года по 23 декабря 1943 года
- Корсунь-Шевченковская операция — с 24 января 1944 года по 17 февраля 1944 года
- Ровно-Луцкая операция — с 27 января 1944 года по 11 февраля 1944 года

## Статистика боевых действий
Всего за годы Великой Отечественной войны полком:
| Выполнено боевых вылетов | Проведено воздушных боев | Сбито самолётов в воздухе |
| ------------------------ | ------------------------ | ------------------------- |
| 3643                     | 126                      | 96                        |

Свои потери:
| Потеряно самолётов, всего | Погибло лётчиков всего |
| ------------------------- | ---------------------- |
| 31                        | 16                     |

## Самолёты на вооружении
| Период      | Самолёты       |
| ----------- | -------------- |
| 1942 — 1944 | P-40 Kittyhawk |
| 1943 — 1946 | P-39 Airacobra |
| 1946 — 1952 | Як-9           |
| 1952 — 1956 | МиГ-15         |
| 1956 — 1960 | МиГ-17         |

## Базирование
| Период                  | Место базирования           |
| ----------------------- | --------------------------- |
| 08.03.1944 — 20.02.1946 | Жуляны, Киев                |
| 20.02.1946 — 23.07.1946 | Белая Церковь               |
| 23.07.1946 — 20.08.1946 | Бровары, Киевская область   |
| 23.07.1946 — 10.09.1960 | Васильков, Киевская область |